# 辛亥隧道

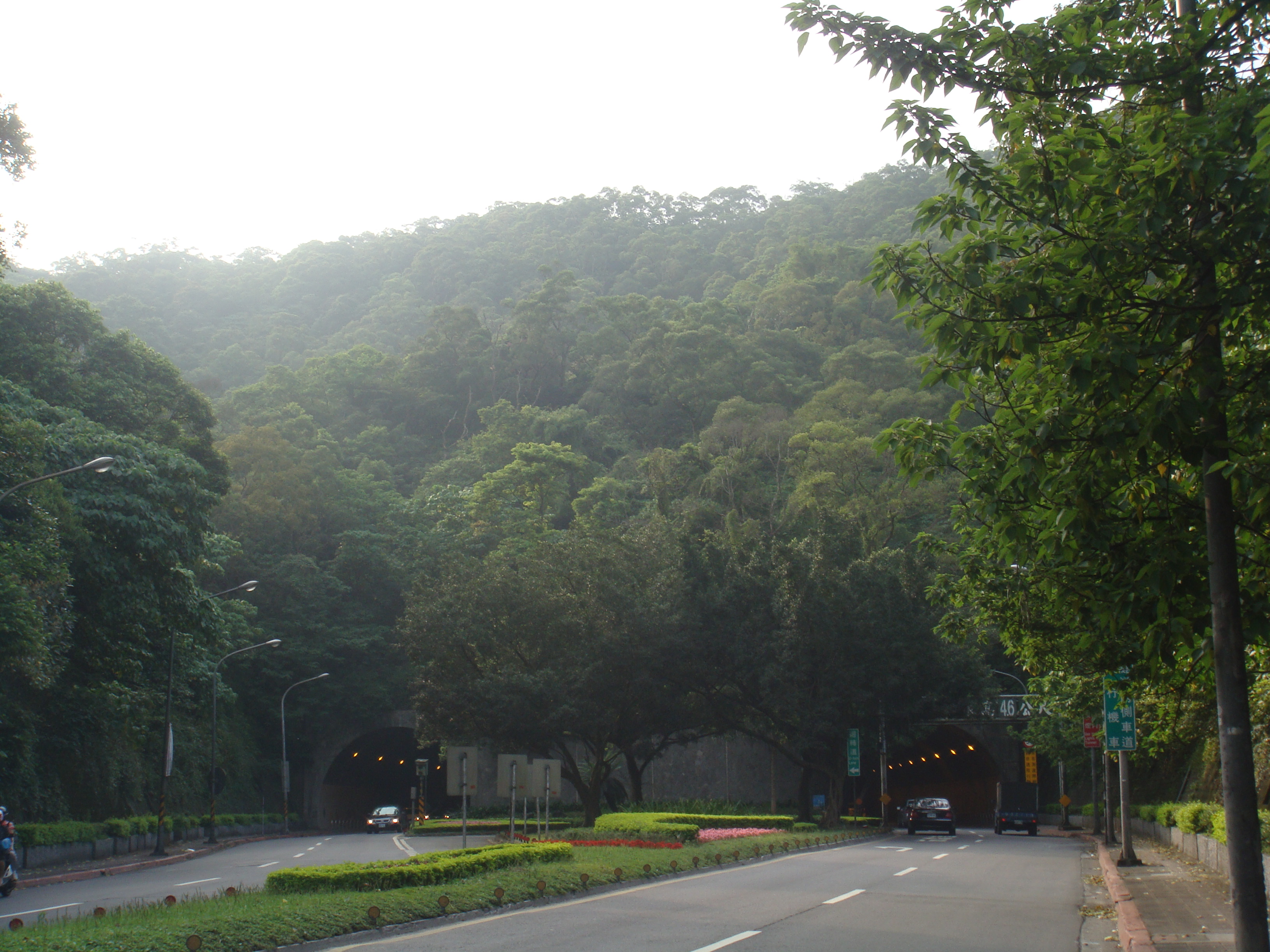
辛亥隧道東側（辛亥路四段）出入口。

辛亥隧道，又名南一號隧道、簡稱南一隧道，位於台灣台北市文山區辛亥路三段與四段之間的一座公路隧道。辛亥隧道為當時中華民國副總統嚴家淦所命名，除宣揚辛亥革命精神，亦紀念中華民國建國六十週年。該工程由中興工程顧問社設計，臺北市政府工務局新建工程處負責施工。於1971年2月15日開工，1972年1月22日竣工，同年2月14日（農曆除夕）通車，並與其他工程舉行聯合竣工典禮，全長487.5公尺，寬9公尺，高6公尺。隧道所貫穿的地形為中埔山，通車後市區可直達木柵，不必再像過去要繞道羅斯福路。

## 基本資料
- 隧道設計：雙孔雙向（雙孔隧道，各為相反方向的單行道），東線可以通往台北市區，西線可以通往木柵、新店地區。
- 橫坑數量：4座（寬4公尺[6]）
- 最高速限：50Km/h
- 行人專用道：各設立於隧道外側，寬1公尺[7]。

## 都市傳說

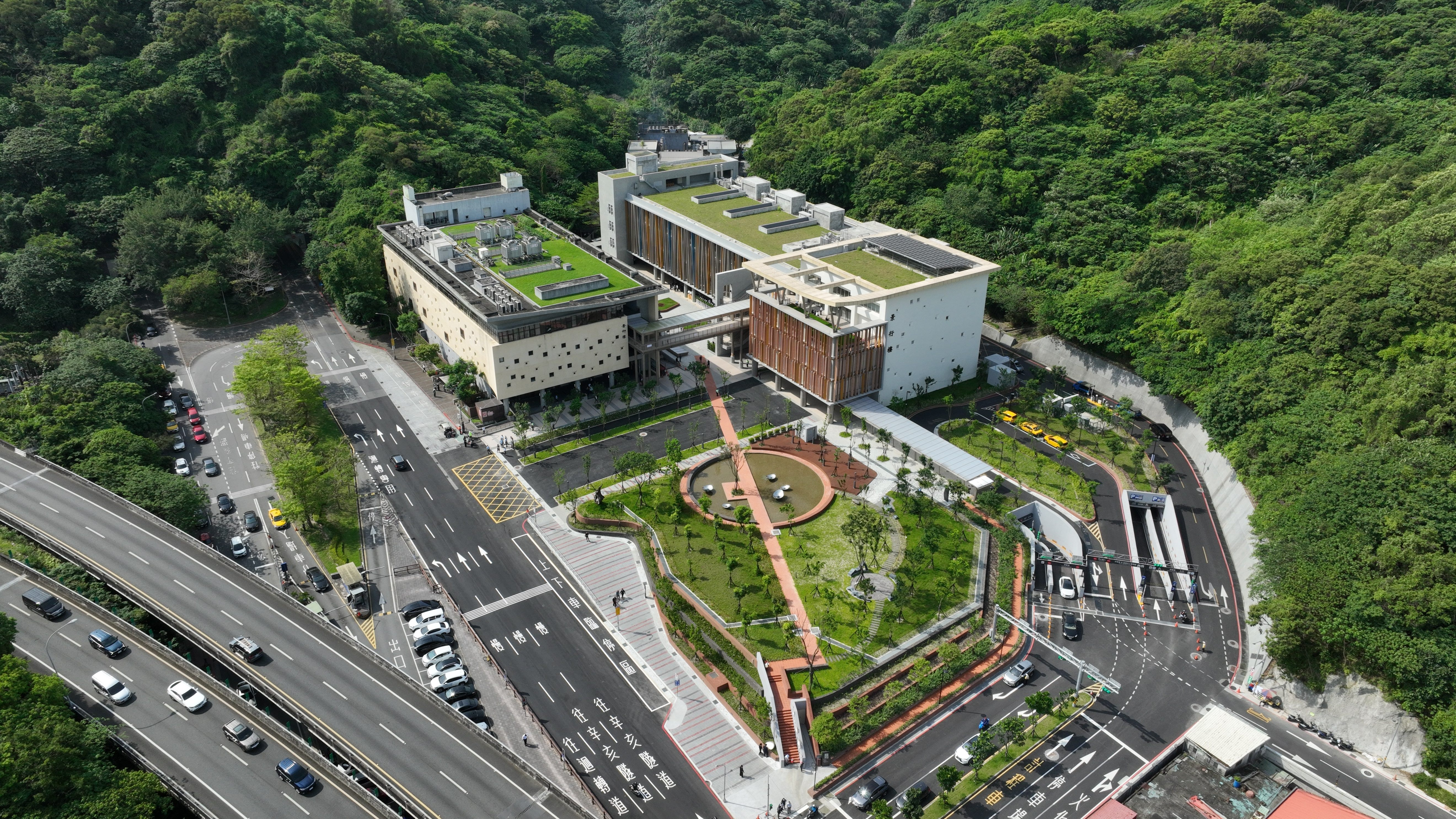
辛亥隧道西側出入口與臺北市懷愛館

辛亥隧道兩端的大安、文山氣候差異大，隧道內採用黃光照明都易讓人產生幻覺，加上沒有燈號，隧道內路線筆直但隧道木柵端出口恰巧是急轉彎，駕駛人常高速行駛至出口時因為光線視差的關係導致車禍發生。另外，隧道後方延伸到公館一帶的福州山、方蘭山、蟾蜍山等地原本是老舊墓區，出口處又連接台北市懷愛館（舊稱臺北市第二殯儀館），於是此地常帶給經過者許多壓力，成為許多鬼故事的來源地。